# Старий Двор (Новоржевський район)
Старий Двор (рос. Старый Двор) — присілок в Новоржевському районі Псковської області Російської Федерації.
Населення становить 16 осіб. Входить до складу муніципального утворення Виборська волость.

## Історія
Від 2015 року входить до складу муніципального утворення Виборська волость.

## Населення
| 2001 | 2002 | 2010 |
| ---- | ---- | ---- |
| 25   | ↘16  | →16  |